# Alana Evans
Alana Evans (Fort Campbell, 6 juli 1976) is een Amerikaanse pornoactrice. Ze wordt soms aangeduid als Jenna Talia (echter ze haat deze artiestennaam zo ontzettend dat ze al na twee films terugkeerde naar "Alana Evans"). Een opzienbarend kenmerk is haar exceptioneel grote clitoris en altijd openstaande vulva. Ze is te zien in zeer veel interraciale seks, en is ook bekend om haar openhartige discussies aangaande haar liefde voor marihuana en astrologie.
Alana Evans en haar zus lijken als twee druppels water op elkaar, en dit leidt regelmatig ertoe dat fans haar zus om een handtekening vragen.

## Achtergrond
Toen Alana drie maanden oud was scheidde haar moeder van haar vader, een Amerikaanse soldaat, en verhuisde ze met haar moeder naar Noord-Califonië. Toen Alana 16 was, stierf haar moeder aan een door alcoholverslaving veroorzaakte leverkanker.
Alana beschreef zichzelf als een kind van de straat, en groeide op met andere meisjes van haar leeftijd met een "reputatie". Op haar 14e had ze haar eerste seksuele ervaring met een jongen, op haar 15e begon ze regelmatig pornofilms te bekijken, en op haar 17e beleefde ze haar eerste echte seksuele ervaring met een vrouw.
In 1994 slaagde Alana op de Independence High School in San José, Californië. Het was gedurende deze periode dat ze trouwde met een zwarte man op haar 18e, en kreeg kort na haar huwelijk een kind. Alana en haar echtgenoot hielden er een open relatie op na, bezochten seksfeesten en -clubs.

## Loopbaan
Alana en haar echtgenoot werden voor de helft eigenaar van hun favoriete club, waar ze naar eigen zeggen seksueel zelfbewuster werd. Ze startte met strippen en paaldansen, en daarnaast deed ze regelmatig modellenwerk. Door een appendix litteken was ze niet geschikt voor magazinewerk, en daarom wendde ze zich tot de porno-industrie op haar 21e. Haar eerste scene was in Real Sex Magazine 11.
Een halfjaar nadat ze was gestart als pornoactrice liet ze in een interview weten dat haar huwelijk succesvol was. "Ik denk dat de sleutel is het huwelijk voordat je porno gaat doen" liet ze in dit interview weten. Echter kort na dit interview strandde haar huwelijk op haar 23e jaar. Kort na haar scheiding begon ze een relatie met pornoacteur Chris Evans, hoewel beiden wederom er een open relatie op na hielden, werd op 30 november 2005 bekendgemaakt dat het stel voornemens was te gaan trouwen. Het stel trouwde in 2006 in Santa Monica Californië.
Tot op heden acteerde Alana in meer dan 200 films, inclusief talloze Playboy Magazine tv-projecten en 30 softcorefilms. Ze tekende een exclusief contract met SMASH Pictures in het najaar van 2005. Ze presenteert ook haar eigen radioprogramma op KSEXradio genaamd All in the Porn Family sinds juni 2005 en presenteert eveneens een programma voor Playboy Magazine Radio met de titel Private Calls.
Hoewel ze nooit echt tevreden is geweest over haar borsten, had Alana altijd haar lichaam geaccepteerd als puur natuur. Over dit feit was ze steeds zeer duidelijk: "Ze blijven echt... Ik wil geen plastic in mijn lijf". Maar in 2005 kwam ze terug van deze uitspraken, en wendde zich tot de cosmetische chirurgie, en schakelde ze haar fans in middels haar website BoobGrant.com de financiële middelen bij elkaar te verzamelen. Op 7 juni 2005 onderging Alana een borstvergroting, en veranderde haar boezem van cupmaat B naar cupmaat D.
Alana reist momenteel als stripper door de Verenigde Staten, en wordt vertegenwoordigd door erotisch modellenbureau Gold Star Modelling. Voorheen werd ze vertegenwoordigd door modellenbureau Exotic Star Models. Ze is eveneens model en woordvoerster voor het in Zuid-Californië gevestigde kledingbedrijf MofoWear.

## Prijzen
- 2001: XRCO Award Unsung Siren
- 2007: AVN Award Best Solo Sex Scene

- Gemeinsame Normdatei: 1172241848
- MusicBrainz: 286029fb-e465-437d-9c21-09b0a20ddaf8
- Virtual International Authority File: 3006154387208430970002
- WorldCat: E39PBJwD6wkfwrcHDbXJKKd4v3